# Nouveau Parti du Japon
Le Nouveau Parti du Japon (日本新党, Nihon Shintō, NPJ) ou, dans sa traduction officielle en anglais, le Japan New Party (JNP), était un parti politique japonais, fondé le 22 mai 1992 par des élus locaux indépendants ou dissidents du Parti libéral-démocrate (PLD), pour la plupart relativement jeunes et emmenés par l'ancien gouverneur de la préfecture de Kumamoto (de 1983 à 1991), Morihiro Hosokawa. Formé à l'origine en réaction à plusieurs scandales politico-financiers ayant touché le PLD (grand parti de la droite conservatrice dominant à l'époque le pays sans discontinuer depuis sa création en 1955) depuis la fin des années 1970 et à l'éclatement de la bulle spéculative japonaise en 1990, il milite essentiellement pour une modification des pratiques politiques (et notamment pour plus de transparence dans le processus de décision et la lutte contre la corruption) sur le modèle du parlementarisme anglo-saxon et pour des réformes structurelles libérales allant dans le sens d'une réduction du poids de l'administration d'État, la décentralisation et la dérégulation. Siégeant d'abord dans l'opposition, le parti a voté pour la motion de censure qui renversa en juin 1993 le gouvernement libéral-démocrate de Kiichi Miyazawa, a participé à une vaste coalition anti-PLD, anti-communiste de huit partis qui a gouverné d'août 1993 à juin 1994, et s'est dissoute le 9 décembre 1994 pour rejoindre le lendemain le Shinshintō.

## Histoire
Le 7 mai 1992, Morihiro Hosokawa — qui s'était fait connaître en 1983 pour être devenu le plus jeune gouverneur du pays à l'époque (à 45 ans), après trois mandats passés à la Chambre des conseillers (de 1971 à 1983) sous les couleurs du PLD, puis pour être devenu un ferme avocat de la décentralisation — annonce vouloir créer un nouveau parti politique, avançant comme idée de nom la Fédération pour une société libérale (自由社会連合, Jiyū shakai rengō). Deux jours plus tard, dans le numéro de juin du magazine mensuel Bungeishunjū, il publie la « Déclaration de fondation de la "Fédération pour une société libérale" ».
Finalement, le congrès fondateur a lieu le 22 mai suivant, et le nouveau mouvement prend le nom de Nouveau Parti du Japon. Il réunit derrière Morihiro Hosokawa plusieurs élus locaux, dont beaucoup ayant été formé à l'Institut Matsushita de politique et de management (école créée en 1979 par Kōnosuke Matsushita, le fondateur du groupe d'électronique Panasonic, afin de former les élites politiques et économiques du XXIe siècle à travers un enseignement drastique, tant physique que moral, intellectuel et psychologique, et centré sur l'objectif d'insuffler plus d'éthique et de transparence dans le monde dirigeant japonais). Parmi ces derniers se retrouvent plusieurs futures figures de la vie politique japonaise qui font ainsi leur entrée sur la scène nationale, tels Seiji Maehara, Yoshihiko Noda, Hiroshi Yamada, Hiroyuki Nagahama, Shinji Tarutoko, Tatsuya Itō ou Hiroshi Nakada. Le parti accueille également des figures de la société civile, dont Yuriko Koike, la présentatrice du programme d'information nationale de TV Tokyo, ou Yoshio Terasawa, jusque-là président (depuis 1988) de l'Agence multilatérale de garantie des investissements auprès de la Banque mondiale. Le mouvement ne compte toutefois à sa création aucun parlementaire. Morihiro Hosokawa en devient le président, tandis qu'un vétéran du ministère de l'Agriculture, âgé de 79 ans, Kunitarō Takeda, en prend la vice-présidence, et Akio Nakashima, un haut fonctionnaire à la retraite du ministère de l'Éducation (56 ans), la tête du Comité politique.
À l'occasion du renouvellement de la moitié de la Chambre des conseillers, la chambre haute de la Diète, du 26 juillet 1992, le tout jeune Nouveau Parti du Japon présente une liste de 16 noms à la proportionnelle nationale (ce mode de scrutin concerne 50 des 126 sièges à pourvoir). Il obtient un relativement bon score pour un mouvement tout juste formé, soit 3 617 235 voix (8,05 % des suffrages exprimés, soit le quatrième meilleur score, assez loin derrière le PLD et les deux principales forces d'opposition de l'époque que sont le Parti socialiste japonais PSJ à gauche et le Kōmeitō, d'inspiration bouddhiste, au centre) et 4 sièges. Les élus sont : Morihiro Hosokawa, Yuriko Koike, Yoshio Terasawa et Kunitarō Takeda.
Le NPJ connaît dans les premiers mois de l'année 1993 quelques réussites dans des élections locales. Ainsi, en janvier, à l'occasion de l'élection du maire de la petite ville de Shirone dans la préfecture de Niigata, le candidat investi par le seul NPJ est élu face à adversaire qui lui avait le soutien des deux grands partis nationaux, le PLD et le PSJ. Lors des élections l'Assemblée métropolitaine de Tokyo du 27 juin 1993, ses 22 candidats totalisent 561 746 votes (12,1 % des suffrages, le cinquième meilleur score loin derrière les 31,1 % du PLD mais au coude-à-coude avec le Kōmeitō, le PSJ et le Parti communiste japonais PCJ), ce qui lui permet d'obtenir 20 sièges sur 128 (contre 2 sortants, il s'agit du troisième groupe de l'Assemblée, derrière le PLD et le Kōmeitō).
Le mois suivant, à l'occasion des élections législatives anticipées, provoquées par le vote d'une motion de censure, tenues le 18 juillet 1993, il présente un seul candidat dans 57 des 130 circonscriptions, pour 511 sièges à pourvoir au vote unique non transférable. Surtout, le NPJ passe une alliance électorale privilégiée avec le Nouveau Parti pionnier (NPP) de Masayoshi Takemura, un petit parti formé peu après le vote de la censure en juin 1993 par dix parlementaires trentenaires, quadragénaires ou quinquagénaires dissidents du PLD. Le NPJ et le NPP dispose en effet d'une proximité générationnelle et idéologique (même si le second est plus progressiste sur les questions sociales que le premier, notamment attaché à un certain niveau de sécurité sociale, et plus porté sur les questions environnementales). Ainsi, le NPJ soutient 11 des 16 candidats du NPP (dont 9 de ses 10 sortants), et inversement 52 des 57 candidats du NPJ ont l'investiture des « Pionniers ». Les deux formations s'opposent dans seulement cinq circonscriptions, et dans trois d'entre elles (la 1re de Saitama, la 4e de Chiba et la 2e de Kumamoto, la seule où un sortant du NPP a face à lui un adversaire du NPJ). Dans les deux autres, le candidat du NPJ est élu, mais pas celui du NPP (les 1er et 3e districts de Kanagawa). En dehors de ce partenariat privilégié, le NPJ soutient également d'autres candidats issus de formations opposées au PLD autres que le PCJ, notamment le Parti démocrate socialiste (PDS, centre ou centre gauche socialiste démocratique, pro-américain et anti-communiste) ou la Fédération sociale-démocrate (FSD, petit mouvement de centre gauche attaché, comme son nom l'indique, à la social-démocratie, voire au social-libéralisme, et à l'action citoyenne).
Le Nouveau Parti du Japon totalise 5 053 981 voix (8,05 %, le cinquième résultat national et le quatrième de l'opposition non communiste, derrière le PLD, le PSJ, le Shinseitō conservateur libéral et réformateur de Tsutomu Hata et Ichirō Ozawa qui est le principal mouvement fondé par des dissidents libéraux-démocrates ayant voté la censure de juin, et le Kōmeitō) et 35 sièges. En cumulant ce score avec celui de son allié, le NPP, et le résultat obtenu par le candidat indépendant Masuo Matsuoka qui a été soutenu par le parti dans le 2e district de Yamaguchi (et qui finit par rejoindre le NPJ en 1994), cela donne 6 802 551 suffrages (10,83 %, soit un peu plus que le Shinseitō) et 49 élus.
Le NPJ remporte des résultats importants dans les grandes agglomérations, tout particulièrement dans le Grand Tokyo. Sur les 25 districts électoraux découpant les quatre préfectures qui composent cette mégapoles (outre Tokyo, celles de Kanagawa, Saitama et Chiba), les candidats du mouvement obtiennent le meilleur score en voix dans 11 d'entre eux :
- 5 des 11 districts de Tokyo : les 1er, 3e, 4e, 5e et 11e avec respectivement Banri Kaieda (44 ans, analyste économique et critique à la télévision sur les sujets touchant la bulle spéculative), Kōki Ishii (52 ans, ancien activiste étudiant de gauche et ancien militant, jusqu'en 1992, de la FSD), Hiroshi Yamada (35 ans, membre de l'Assemblée métropolitaine de 1985 à 1993, diplômé de l'Institut Matsushita), Muneaki Samejima (49 ans, ancien chercheur au ministère de l'Agriculture) et Tatsuya Itō (32 ans, diplômé de l'Institut Matsushita).
- 3 des 5 districts de Saitama : les 1er, 4e et 5e de Saitama remportés respectivement par Hiroshi Imai (52 ans, maire de Sōka de 1977 à 1993), Yuriko Takayama (45 ans) et Yukio Edano (29 ans).
- 2 des 5 districts de Kanagawa : les 1er et 2e, où arrivent en tête respectivement Hiroshi Nakada (28 ans, le benjamin, obtient le meilleur score malgré la présence d'un candidat du NPP, diplômé de l'Institut Matsushita) et Eiji Nagai (56 ans, ancien élu de l'Assemblée préfectorale de 1975 à 1987). Il est à noter que le député sortant NPP du 4e district, Ken'ichirō Satō, soutenu par le NPJ, a également obtenu le meilleur score dans sa circonscription.
- 1 des 4 districts de Chiba : le 1er, avec Yoshihiko Noda (36 ans, élu à l'Assemblée préfectorale de 1987 à 1993, diplômé de l'Institut Matsushita).

De plus, Morihiro Hosokawa et Yuriko Koike, tous deux élus députés (respectivement dans le 1er district de Kumamoto où il arrive largement en tête avec environ le tiers des voix, soit 33,4 %, face à sept candidats, et dans le 2e de Hyōgo, où elle arrive deuxième), laissent leurs sièges de conseillers à leurs suivants de liste de 1992. Il s'agit de Yoriko Madoka (46 ans, militante écologiste et féministe) et Keizō Kojima (76 ans, homme d'affaires, penseur, économiste et poète, militant écologiste).
Le 29 juillet 1993, une coalition anti-PLD, anti-communiste est formée, comprenant : le PSJ, le Shinseitō, le Kōmeitō, le NPJ, le PDS, le NPP, la FSD et le Parti des réformes démocratiques (PRD, bras politique de la principale confédération syndicale du pays, le Rengō). Morihiro Hosokawa est porté à sa tête, et est élu Premier ministre le 9 août suivant.
Dans le même temps, le NPJ poursuit son rapprochement du NPP, la FSD ou le PRD, des voix s'élevant pour une fusion. Un groupe commun « Pionnier - Nouveau Parti du Japon » est constitué à la Chambre des représentants le 2 août 1993. Le 16 septembre, c'est un groupe « Nouveau Parti du Japon - Parti des réformes démocratiques » qui se forme à la Chambre des conseillers. Il est rejoint le 18 novembre par le Shinseitō.
Des migrations de parlementaires ont lieu entre ces différents partis, en fonction surtout de l'attitude à adopter à l'égard d'Ichirō Ozawa, le secrétaire général du Shinseitō, et de son influence sur les prises de décision de la coalition. Le NPJ dans sa majorité s'oriente majoritairement vers le maintien à tout prix de la coalition et de bonnes relations avec Ozawa, tandis qu'au contraire le NPP est de plus en plus critique à l'encontre de ce dernier. Le 27 janvier 1994, Satsuki Eda, le président de la FSD, la quitte pour rejoindre le NPJ, accompagné par un autre député de ce mouvement, Shūgo Abe. Ils restent toutefois en même temps membre de la Fédération sociale-démocrate jusqu'à sa dissolution le 22 mai 1994, les autres membres ralliant pour leur part le Nouveau Parti pionnier. Après la démission forcée du poste de Premier ministre de Morihiro Hosokawa le 8 avril 1994, touché par un scandale financier alors qu'il avait fait l'un de ses chevaux de bataille, et le choix pour lui succéder se portant sur le président du Shinseitō et principal allié d'Ozawa, Tsutomu Hata (élu le 28 avril), plusieurs membres de la jeune garde du NPJ décident de le quitter pour se rapprocher du Nouveau Parti pionnier. Le 20 avril 1994, le « Groupe "nuage bleu" » (グループ青雲, Guruppu Aokumo) est ainsi créé par trois députés dissidents, Fumihiko Igarashi, Sakihito Ozawa et Akio Nakajima. Ils sont suivis le 9 mai par trois trentenaires (Seiji Maehara, Yukio Edano et Yūichi Takami) et un quinquagénaire (Satoshi Arai) qui fondent Vent démocrate (民主の風, Minsei-no-Kaze). Alors que le NPJ maintient son soutien au gouvernement Hata, ces deux petites formations se joignent au NPP et au PSJ pour soutenir une motion de censure contre lui. Celle-ci ne sera jamais votée, Tsutomu Hata démissionnant avant, le 30 juin 1994. Une Grande Coalition entre le PLD, le PSJ et le NPP. Le « Groupe "nuage bleu" » et Vent démocrate finissent par se fondre dans ce dernier le 5 juillet 1994.
Le NPJ rejoint ainsi l'opposition puis se dissout le 9 décembre 1994 pour participer le lendemain à la création du Parti de la nouvelle frontière, ou Shinshintō, qui réunit l'ensemble des composantes de l'alliance de 1994 qui n'ont pas rejoint la Grande Coalition, ainsi que de nouveaux dissidents du PLD emmenés par l'ancien Premier ministre Toshiki Kaifu.

## Direction
- Président : Morihiro Hosokawa
- Vice-présidents :

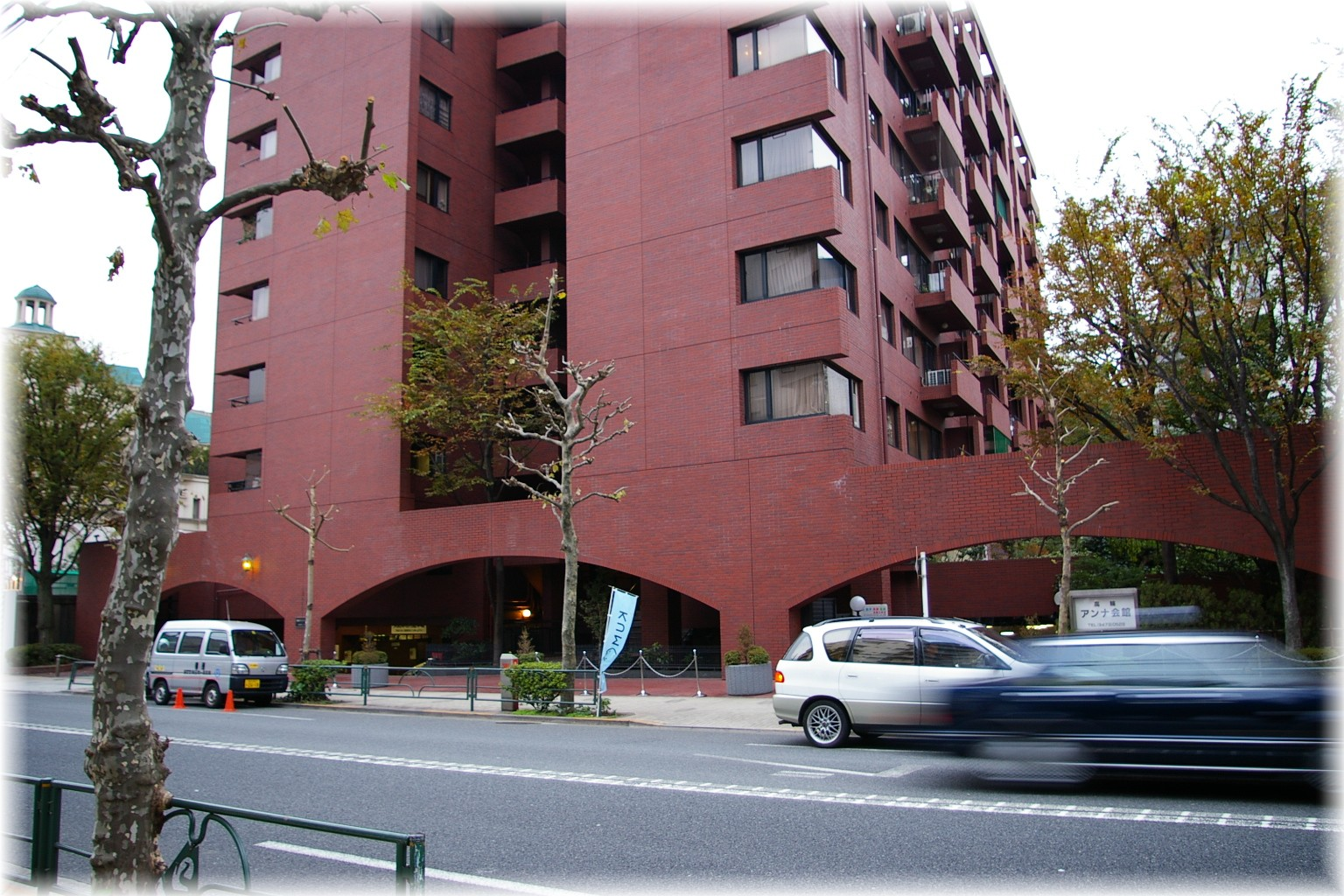
Siège du défunt Nouveau Parti du Japon, en 1992.

  - mai 1992 - avril 1994 : Kunitarō Takeda
  - avril - décembre 1994 : Satsuki Eda
  - juin - décembre 1994 : Yuriko Koike
- Secrétaire général exécutif :
  - juillet 1993 - avril 1994 : Satoshi Arai
  - avril - décembre 1994 : Masuo Matsuoka
- Président du Comité politique :
  - mai - juillet 1993 : Akio Nakashima
  - juillet 1993 - avril 1994 : Sakihito Ozawa
  - avril - décembre 1994 : Hiroshi Imai
- Président du Comité de coordination législative :
  - juillet 1993 - avril 1994 : Hiroshi Yamada
  - juillet - décembre 1994 : Kōdō Kohata
- Président du Comité à la Chambre des conseillers (à partir de juillet 1993) : Yoshio Terasawa

## Membres du Cabinet
- 9 août 1993 - 28 avril 1994 : 79e Cabinet du Japon :
  - Premier ministre : Morihiro Hosokawa
  - Ministre d'État, directeur de l'Agence des Sciences et des Technologies : Satsuki Eda (rejoint le parti le 27 janvier 1994)
- 28 avril - 30 juin 1994 : 80e Cabinet du Japon :
  - Ministre d'État, directeur de l'Agence de planification économique : Yoshio Terasawa